# Aloe pubescens
Aloe pubescens ist eine Pflanzenart der Gattung der Aloen in der Unterfamilie der Affodillgewächse (Asphodeloideae). Das Artepitheton pubescens stammt aus dem Lateinischen, bedeutet ‚fein behaart‘ und verweist auf die behaarten Blüten der Art.

## Beschreibung

### Vegetative Merkmale
Aloe pubescens wächst stammlos oder kurz stammbildend, ist einfach oder bildet häufiger Gruppen. Die etwa 16 lanzettlich verschmälerten Laubblätter bilden eine Rosette. Die graugrüne Blattspreite ist 45 Zentimeter lang und 8 Zentimeter breit. Die stechenden, rötlich braun gespitzten und an ihrer Basis weißen Zähne am Blattrand sind 2 bis 3 Millimeter lang und stehen 15 bis 20 Millimeter voneinander entfernt.

### Blütenstände und Blüten
Der Blütenstand ist einfach oder weist einen Zweig auf. Er erreicht eine Länge von 70 bis 100 Zentimeter. Die ziemlich dichten, zylindrisch spitz zulaufenden Trauben sind etwa 20 Zentimeter lang. Die eiförmig-deltoiden Brakteen weisen eine Länge von 20 Millimeter auf und sind 6 Millimeter breit. Die korallenrosafarbenen, kurz flaumhaarigen Blüten stehen an 15 Millimeter langen Blütenstielen. Sie sind 42 Millimeter lang und an ihrer Basis gerundet. Auf Höhe des Fruchtknotens weisen die Blüten einen Durchmesser von 8 Millimeter auf. Darüber sind sie leicht verengt, dann leicht erweitert und schließlich zur Mündung verengt. Ihre äußeren Perigonblätter sind auf einer Länge von 16 Millimetern nicht miteinander verwachsen. Die Staubblätter und der Griffel ragen kaum aus der Blüte heraus.

### Genetik
Die Chromosomenzahl beträgt {\displaystyle 2n=14}.

## Systematik und Verbreitung
Aloe pubescens ist in Äthiopien auf Felsbänken in Höhen von etwa 1800 Metern verbreitet.
Die Erstbeschreibung durch Gilbert Westacott Reynolds wurde 1957 veröffentlicht.

## Nachweise